# Anika Ziercke
Anika Ziercke (geborene Schafferus; * 2. Januar 1974 in Böblingen) ist eine ehemalige deutsche Handballspielerin.

## Karriere

### Verein
Die auf der Linksaußen-Position spielende Anika Ziercke, deren Vorfahren aus der Nähe von Danzig stammen, wuchs im baden-württembergischen Hildrizhausen auf. Sie begann 1980 beim BC Waldhaus Hildrizhausen (seit dem Jahr 2000 Teil der HSG Schönbuch) mit dem Handballspiel. Dort spielte sie bis zur D-Jugend. Ab 1986 durchlief sie bei der SV Böblingen die übrigen Jugendmannschaften, ehe sie 1992 im Alter von 18 Jahren zum damaligen Bundesligisten VfL Sindelfingen wechselte. Nach dessen Abstieg aus der Bundesliga und Rückzug in die Regionalliga schloss sie sich 1994 dem hessischen Bundesligisten TV Mainzlar an. 1996 schließlich wechselte sie zum TuS Eintracht Minden. Bei der Wahl zur Handballerin des Jahres 2002 setzte sie sich mit 1548 Stimmen knapp vor den beiden damals für Bayer Leverkusen spielenden Nadine Krause (1532) und Kathrin Blacha (1515) durch. Im Jahr darauf war sie jedoch eine der Leidtragenden des Rückzugs des vierfachen deutschen Meisters Minden aus dem Profihandball.
Nach einer durch ihre Schwangerschaft bedingten Pause feierte sie im Februar 2005 ihr Comeback beim Regionalligisten Eintracht Oberlübbe. Am Ende der Saison – es wurde der vierte Tabellenplatz erreicht – zog der Verein die Mannschaft aus der Regionalliga West zurück. Danach schloss sich die Rechtshänderin der HSG Stemmer/Friedewalde an, eine Spielgemeinschaft, die im Norden Mindens ihre Heimspiele austrägt. Mit der HSG, bei der sie auch auf Rückraum Mitte und im linken Rückraum eingesetzt wird, ist sie 2006 und 2008 in die 2. Bundesliga Nord aufgestiegen. In der Saison 2008/09 wurde sie mit 215 Toren (davon 95 Siebenmeter) in 22 Spielen Torschützenkönigin der 2. Bundesliga. In der darauf folgenden Saison wurde sie Zweite in der Torschützenstatistik. Nach dem Abstieg von Stemmer/Friedewalte spielte Zierke in der 3. Liga Ost.
Im Frühjahr 2011 gab sie den Rücktritt als aktive Spielerin bekannt, ließ sich jedoch im darauf folgenden Herbst zu einem Comeback bei dem von Franziska Heinz trainierten Zweitligisten SC Greven 09 überreden. Eine Saison später half sie beim HSV Minden-Nord aus. Ab Dezember 2013 lief sie bis zum Saisonende 2013/14 für den Verbandsligisten TuS Eintracht Oberlübbe auf.

### Nationalmannschaft
Anika Ziercke bestritt unter ihrem Geburtsnamen Schafferus am 29. Oktober 1996 beim 27:10-Erfolg über China in Freudenstadt ihr erstes Länderspiel. Über ihre Leistungen beim anschließenden Netcom-Cup in Norwegen, wo die DHB-Auswahl Platz vier unter sechs Teilnehmern belegte, urteilte der Sport-Informations-Dienst am 4. November 1996: „… Immerhin zeigte Linksaußen Anika Schafferus aus Minden eine starke Leistung und deutete an, die Dauerprobleme der letzten Jahre auf dieser Position auf Sicht lösen zu können. Wenigstens dieser kleine Lichtblick blieb Bundestrainer Ekke Hoffmann als positive Erkenntnis aus dem Netcom-Cup.“
Ihr letztes von insgesamt 105 Länderspielen bestritt Ziercke am 30. März 2003 beim Weise-Cup in Neubrandenburg gegen Frankreich (23:27). Ihr größter Erfolg war der Gewinn der Bronzemedaille bei der Weltmeisterschaft 1997 im eigenen Land.

### Erfolge
- Finalistin im DHB-Pokal 1999 mit der SG Minden/Minderheide
- Aufstieg in die 2. Bundesliga 2006, 2008 mit der HSG Stemmer/Friedewalde
- 3. Platz bei der Weltmeisterschaft 1997
- 4. Platz bei der Europameisterschaft 1996
- 9. Platz bei der Europameisterschaft 2000
- 11. Platz bei der Europameisterschaft 2002

### Auszeichnung
- Handballerin des Jahres 2002

## Privates
Sie ist seit 2001 mit dem ehemaligen Handball-Nationalspieler Aaron Ziercke verheiratet, der unter anderem für die SG Flensburg-Handewitt, den THW Kiel und den TSV GWD Minden spielte. Sie haben zwei Kinder, von denen Tochter Mia Ziercke ebenfalls Handball spielt.